# Elencos da UAE Team ADQ
A equipa de ciclismo profissional dos Emirados Árabes Unidos UAE Team ADQ tem tido durante toda a sua história sendo de categoria UCI Women's Team, máxima categoria feminina do ciclismo em estrada a nível mundial, os seguintes modelos:

## 2017
| Integrantes da equipe 2017 | Integrantes da equipe 2017 | Integrantes da equipe 2017              | Integrantes da equipe 2017 |
| Ciclista                   | Data de nascimento         | Equipe anterior                         |                            |
| -------------------------- | -------------------------- | --------------------------------------- | -------------------------- |
| Martina Alzini             | 10 fevereiro 1997          |                                         |                            |
| Marta Bastianelli          | 30 abril 1987              | Aromitalia Vaiano (2015)                |                            |
| Chloe Hosking              | 1 outubro 1990             | Wiggle High5 (2016)                     |                            |
| Janneke Ensing             | 21 setembro 1986           | Parkhotel Valkenburg Continental (2016) |                            |
| Romy Kasper                | 5 maio 1988                | Boels Dolmans (2016)                    |                            |
| Soraya Paladin             | 4 maio 1993                | Top Girls Fassa Bortolo (2016)          |                            |
| Ane Santesteban            | 12 dezembro 1990           | Inpa Sottoli Bianchi Giusfredi (2015)   |                            |
| Martina Stefani            | 6 novembro 1998            |                                         |                            |
| Carlee Taylor              | 15 fevereiro 1989          | Liv-Plantur (2016)                      |                            |
| Anna Trevisi               | 8 maio 1992                | Inpa Sottoli Bianchi Giusfredi (2015)   |                            |
| Daiva Tušlaitė             | 18 junho 1986              | Inpa-Bianchi (2016)                     |                            |
| Anisha Vekemans            | 17 agosto 1991             | Lotto Soudal Ladies (2016)              |                            |
|                            |                            |                                         |                            |
| Fonte: Cycling Archives    |                            |                                         |                            |

## 2018
| Integrantes da equipe 2018 | Integrantes da equipe 2018 | Integrantes da equipe 2018                | Integrantes da equipe 2018 |
| Ciclista                   | Data de nascimento         | Equipe anterior                           |                            |
| -------------------------- | -------------------------- | ----------------------------------------- | -------------------------- |
| Marta Bastianelli          | 30 abril 1987              | Aromitalia Vaiano (2015)                  |                            |
| Janneke Ensing             | 21 setembro 1986           | Parkhotel Valkenburg Continental (2016)   |                            |
| Sofia Frometa              | 28 janeiro 1999            |                                           |                            |
| Mayuko Hagiwara            | 16 outubro 1986            | Wiggle High5 (2017)                       |                            |
| Chloe Hosking              | 1 outubro 1990             | Wiggle High5 (2016)                       |                            |
| Romy Kasper                | 5 maio 1988                | Boels Dolmans (2016)                      |                            |
| Roxane Knetemann           | 1 abril 1987               | FDJ-Nouvelle Aquitaine-Futuroscope (2017) |                            |
| Soraya Paladin             | 4 maio 1993                | Top Girls Fassa Bortolo (2016)            |                            |
| Ane Santesteban            | 12 dezembro 1990           | Inpa Sottoli Bianchi Giusfredi (2015)     |                            |
| Martina Stefani            | 6 novembro 1998            |                                           |                            |
| Karlijn Swinkels           | 28 outubro 1998            | Parkhotel Valkenburg-Destil (2017)        |                            |
| Anna Trevisi               | 8 maio 1992                | Inpa Sottoli Bianchi Giusfredi (2015)     |                            |
| Daiva Tušlaitė             | 18 junho 1986              | Inpa-Bianchi (2016)                       |                            |
| Anisha Vekemans            | 17 agosto 1991             | Lotto Soudal Ladies (2016)                |                            |
|                            |                            |                                           |                            |
| Fonte: UCI                 |                            |                                           |                            |

## 2019
| Integrantes da equipe 2019 | Integrantes da equipe 2019 | Integrantes da equipe 2019            | Integrantes da equipe 2019 |
| Ciclista                   | Data de nascimento         | Equipe anterior                       |                            |
| -------------------------- | -------------------------- | ------------------------------------- | -------------------------- |
| Na Ah-reum                 | 24 março 1990              |                                       |                            |
| Giorgia Bariani            | 19 novembro 2000           |                                       |                            |
| Jelena Erić                | 15 janeiro 1996            | Cylance (2018)                        |                            |
| Chloe Hosking              | 1 outubro 1990             | Wiggle High5 (2016)                   |                            |
| Romy Kasper                | 5 maio 1988                | Boels Dolmans (2016)                  |                            |
| Soraya Paladin             | 4 maio 1993                | Top Girls Fassa Bortolo (2016)        |                            |
| Diana Peñuela              | 8 setembro 1986            | UnitedHealthcare Women's Team (2018)  |                            |
| Nadia Quagliotto           | 22 março 1997              | Top Girls Fassa Bortolo (2018)        |                            |
| Jessica Raimondi           | 21 fevereiro 1999          |                                       |                            |
| Karlijn Swinkels           | 28 outubro 1998            | Parkhotel Valkenburg-Destil (2017)    |                            |
| Anna Trevisi               | 8 maio 1992                | Inpa Sottoli Bianchi Giusfredi (2015) |                            |
| Marjolein van 't Geloof    | 27 março 1996              | Lotto Soudal Ladies (2018)            |                            |
| Eri Yonamine               | 25 abril 1991              | Wiggle High5 (2018)                   |                            |
|                            |                            |                                       |                            |
| Fonte: UCI                 |                            |                                       |                            |

## 2020
| Integrantes da equipe 2020 | Integrantes da equipe 2020 | Integrantes da equipe 2020            | Integrantes da equipe 2020 |
| Ciclista                   | Data de nascimento         | Equipe anterior                       |                            |
| -------------------------- | -------------------------- | ------------------------------------- | -------------------------- |
| Marta Bastianelli          | 30 abril 1987              | Virtu Cycling Women (2019)            |                            |
| Maaike Boogaard            | 24 agosto 1998             | BTC City Ljubljana (2019)             |                            |
| Urška Bravec               | 14 dezembro 1996           | BTC City Ljubljana (2019)             |                            |
| Eugenia Bujak              | 25 junho 1989              | BTC City Ljubljana (2019)             |                            |
| Anastasia Chursina         | 7 abril 1995               | BTC City Ljubljana (2019)             |                            |
| Mavi García                | 2 janeiro 1984             | Movistar Team (2019)                  |                            |
| Tatiana Guderzo            | 22 agosto 1984             | Bepink (2019)                         |                            |
| Jutatip Maneephan          | 8 julho 1988               | Thailand Women's cycling team (2019)  |                            |
| Urša Pintar                | 3 outubro 1985             | BTC City Ljubljana (2019)             |                            |
| Anna Trevisi               | 8 maio 1992                | Inpa Sottoli Bianchi Giusfredi (2015) |                            |
| Eri Yonamine               | 25 abril 1991              | Wiggle High5 (2018)                   |                            |
| Urška Žigart               | 4 dezembro 1996            | BTC City Ljubljana (2019)             |                            |
|                            |                            |                                       |                            |
| Fonte: UCI                 |                            |                                       |                            |

## 2021
| Integrantes da equipe 2021 | Integrantes da equipe 2021 | Integrantes da equipe 2021            | Integrantes da equipe 2021 |
| Ciclista                   | Data de nascimento         | Equipe anterior                       |                            |
| -------------------------- | -------------------------- | ------------------------------------- | -------------------------- |
| Marta Bastianelli          | 30 abril 1987              | Virtu Cycling Women (2019)            |                            |
| Maaike Boogaard            | 24 agosto 1998             | BTC City Ljubljana (2019)             |                            |
| Eugenia Bujak              | 25 junho 1989              | BTC City Ljubljana (2019)             |                            |
| Anastasia Chursina         | 7 abril 1995               | BTC City Ljubljana (2019)             |                            |
| Mavi García                | 2 janeiro 1984             | Movistar Team (2019)                  |                            |
| Tatiana Guderzo            | 22 agosto 1984             | Bepink (2019)                         |                            |
| Alessia Patuelli           | 22 dezembro 2002           |                                       |                            |
| Urša Pintar                | 3 outubro 1985             | BTC City Ljubljana (2019)             |                            |
| Marlen Reusser             | 20 setembro 1991           | Bigla-Katusha (2020)                  |                            |
| Laura Tomasi               | 1 julho 1999               | Top Girls Fassa Bortolo (2020)        |                            |
| Anna Trevisi               | 8 maio 1992                | Inpa Sottoli Bianchi Giusfredi (2015) |                            |
| Sophie Wright              | 15 março 1999              | Bigla-Katusha (2020)                  |                            |
|                            |                            |                                       |                            |
| Fonte: ProCyclingStats     |                            |                                       |                            |

## 2022
| Integrantes da equipe 2022 | Integrantes da equipe 2022 | Integrantes da equipe 2022            | Integrantes da equipe 2022 |
| Ciclista                   | Data de nascimento         | Equipe anterior                       |                            |
| -------------------------- | -------------------------- | ------------------------------------- | -------------------------- |
| Marta Bastianelli          | 30 abril 1987              | Virtu Cycling Women (2019)            |                            |
| Sofia Bertizzolo           | 21 agosto 1997             | Liv Racing (2021)                     |                            |
| Maaike Boogaard            | 24 agosto 1998             | BTC City Ljubljana (2019)             |                            |
| Eugenia Bujak              | 25 junho 1989              | BTC City Ljubljana (2019)             |                            |
| Mavi García                | 2 janeiro 1984             | Movistar Team (2019)                  |                            |
| Alena Ivanchenko           | 16 novembro 2003           |                                       |                            |
| Erica Magnaldi             | 24 agosto 1992             | Ceratizit-WNT Pro Cycling (2021)      |                            |
| Maria Novolodskaya         | 28 julho 1999              | A.R. Monex Women's (2021)             |                            |
| Alessia Patuelli           | 22 dezembro 2002           |                                       |                            |
| Urša Pintar                | 3 outubro 1985             | BTC City Ljubljana (2019)             |                            |
| Laura Tomasi               | 1 julho 1999               | Top Girls Fassa Bortolo (2020)        |                            |
| Anna Trevisi               | 8 maio 1992                | Inpa Sottoli Bianchi Giusfredi (2015) |                            |
| Sophie Wright              | 15 março 1999              | Bigla-Katusha (2020)                  |                            |
| Safia Al Sayegh            | 23 setembro 2001           |                                       |                            |
|                            |                            |                                       |                            |
| Fonte: ProCyclingStats     |                            |                                       |                            |

## 2023
| Integrantes da equipe 2023         | Integrantes da equipe 2023 | Integrantes da equipe 2023            | Integrantes da equipe 2023 |
| Ciclista                           | Data de nascimento         | Equipe anterior                       |                            |
| ---------------------------------- | -------------------------- | ------------------------------------- | -------------------------- |
| Safia Al Sayegh                    | 23 setembro 2001           |                                       |                            |
| Alena Amialiusik                   | 6 fevereiro 1989           | Canyon-SRAM Racing (2022)             |                            |
| Olivia Baril                       | 10 outubro 1997            | Valcar-Travel & Service (2022)        |                            |
| Marta Bastianelli (1 jan.–10 jul.) | 30 abril 1987              | Virtu Cycling Women (2019)            |                            |
| Sofia Bertizzolo                   | 21 agosto 1997             | Liv Racing (2021)                     |                            |
| Eugenia Bujak                      | 25 junho 1989              | BTC City Ljubljana (2019)             |                            |
| Chiara Consonni                    | 24 junho 1999              | Valcar-Travel & Service (2022)        |                            |
| Eleonora Gasparrini                | 25 março 2002              | Valcar-Travel & Service (2022)        |                            |
| Mikayla Harvey                     | 7 setembro 1998            | Canyon-SRAM Racing (2022)             |                            |
| Elizabeth Holden                   | 12 setembro 1997           | Le Col-Wahoo (2022)                   |                            |
| Alena Ivanchenko                   | 16 novembro 2003           |                                       |                            |
| Karolina Kumięga                   | 16 abril 1999              | Valcar-Travel & Service (2022)        |                            |
| Erica Magnaldi                     | 24 agosto 1992             | Ceratizit-WNT Pro Cycling (2021)      |                            |
| Silvia Persico                     | 25 julho 1997              | Valcar-Travel & Service (2022)        |                            |
| Laura Tomasi                       | 1 julho 1999               | Top Girls Fassa Bortolo (2020)        |                            |
| Anna Trevisi                       | 8 maio 1992                | Inpa Sottoli Bianchi Giusfredi (2015) |                            |
|                                    |                            |                                       |                            |
| Fonte: ProCyclingStats             |                            |                                       |                            |